# Керсти Ковентри
Керсти Ковентри (енгл. Kirsty Coventry; Хараре, 16. септембар 1983) је зимбабвеанска пливачица, вишеструка освајачица олимпијских медаља и светска рекордерка.

## Олимпијске игре
На Олимпијским играма у Атини 2004. године освојила је златну медаљу на 200 метара леђно, сребрну на 100 метара леђно и бронзану на 200 метара мешовито.
На Олимпијским играма у Пекингу 2008. године освојила је четири медаље. Златном се окитила на 200 метара леђно, док је до сребрних медаља дошла на 100 метара леђно и 200 и 400 метара мешовито.

## Светска првенства
На Светским првенствима овојила је осам медаља.

### Монтреал 2005.
- злато - 100м леђно
- злато - 200м леђно
- сребро - 200м мешовито
- сребро - 400м мешовито

### Мелбурн 2007.
- сребро - 200м леђно
- сребро - 200м мешовито

### Рим 2009.
- злато - 200м леђно
- сребро - 400м мешовито